# صموئيل جونز (ملحن)
صموئيل جونز (بالإنجليزية: Samuel Jones)‏ هو معلم موسيقى وملحن أمريكي، ولد في 2 يونيو 1935.

## وصلات خارجية
- صموئيل جونز على موقع ميوزك برينز (الإنجليزية)
- صموئيل جونز على موقع ديسكوغز (الإنجليزية)